# Ramicourt British Cemetery
Ramicourt British Cemetery est un cimetière militaire de la Première Guerre mondiale situé sur le territoire de la commune de Ramicourt dans le département de l'Aisne.

## Historique
Le village de Ramicourt a été occupé par les Allemands dès le 28 août 1914 et a été épargné par les combats jusqu'en octobre 1918 date de sa reprise par les troupes britanniques et australiennes.

## Caractéristique
Ramicourt a été capturé par le 3 octobre 1918, et le cimetière a été fait immédiatement après, près d'un petit cimetière allemand. Il contient 118 sépultures de la Première Guerre mondiale, dont dix non identifiées. Situé juste à la sortie du village, route de Levergies, ce cimetière a été conçu par W H Cowlishaw.

## Galerie

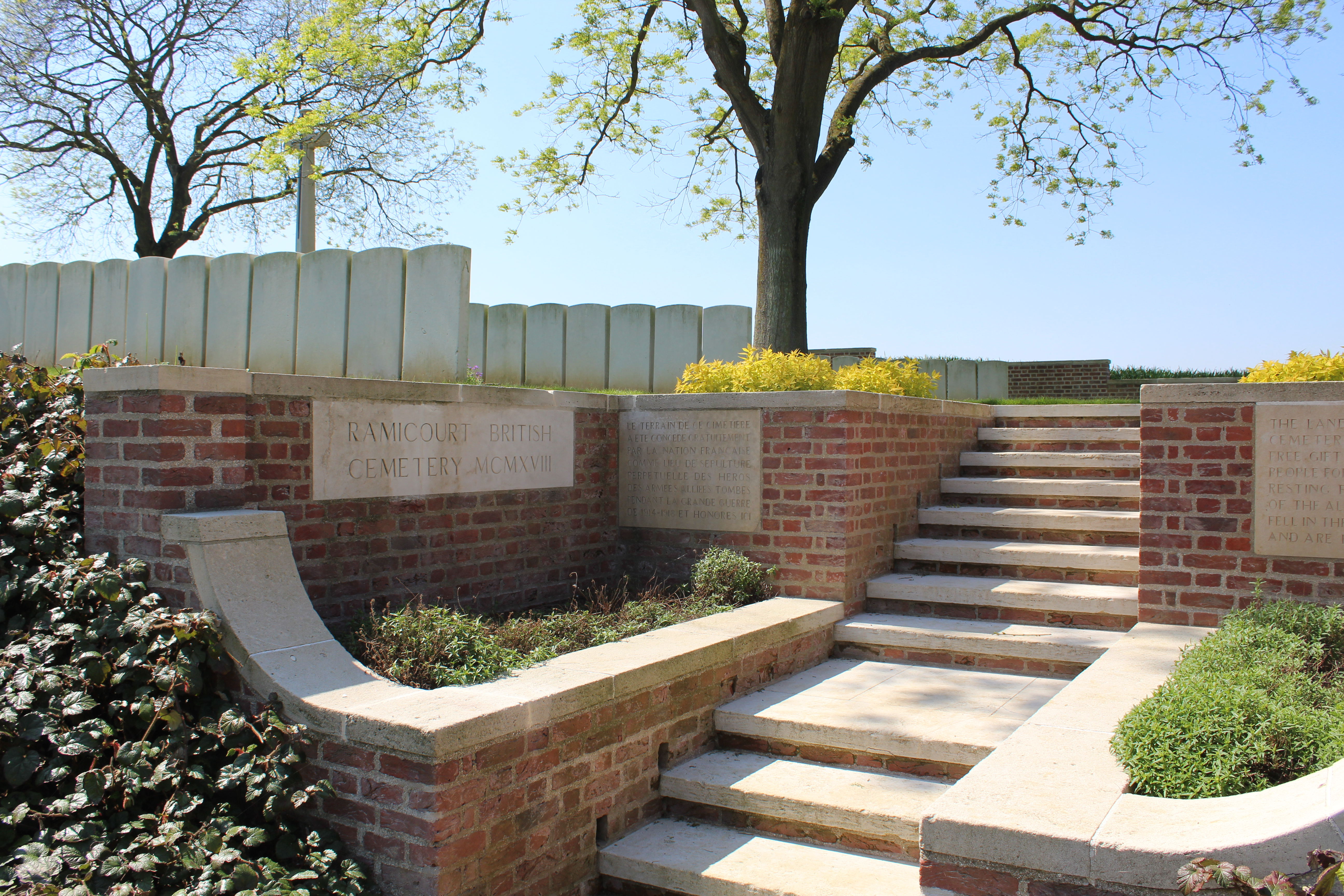
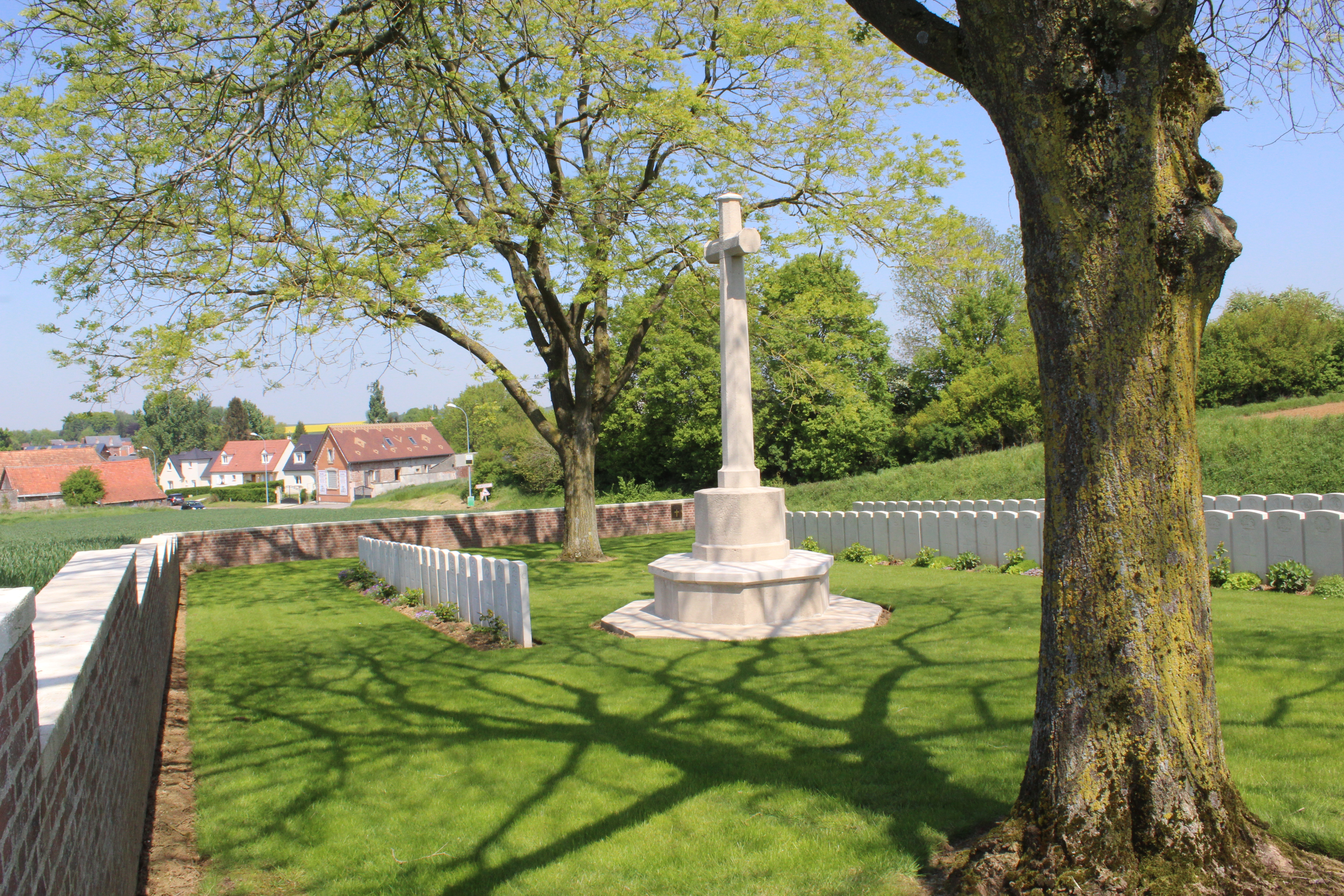
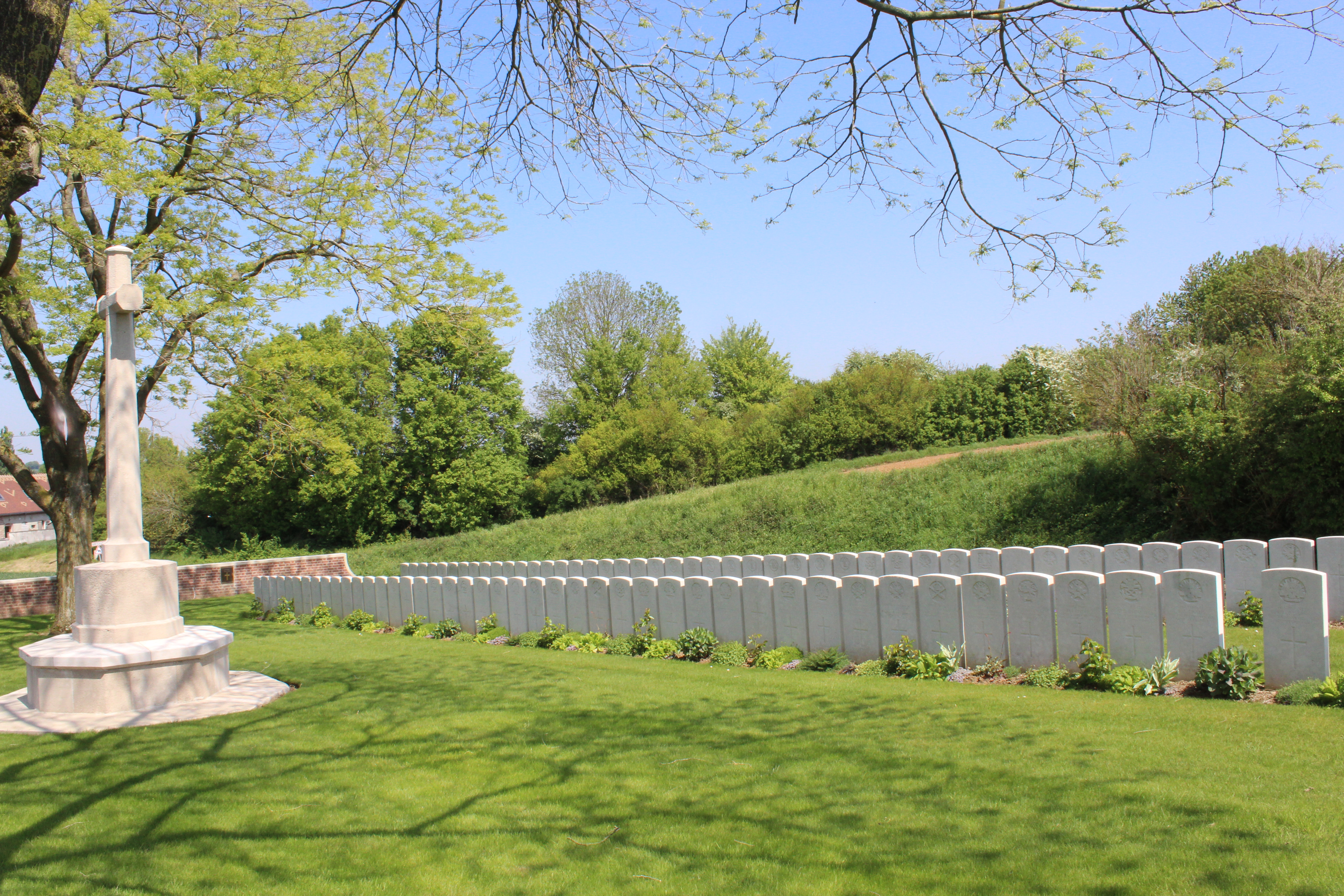

## Sépultures
| Pays        | Sépultures |
| ----------- | ---------- |
| Royaume-Uni | 100        |
| Australie   | 18         |
| Total       | 118        |